# Godot
Godot е междуплатформен игрови двигател с отворен код.

## Описание
Пуснат официално през 2014 г. от аржентинците Хуан Линиецки и Ариел Манзур, софтуерът предлага лесно разработване на 2D и 3D игри посредством визуално програмиране, C++, C# и създадения специално за Godot език – GDScript. Налични са приставки, които ползволяват използването и на други езици.
Преди да стане достъпен за широката аудитория, Godot е представлявал съвкупност от инструменти пак за разработка на видеоигри, но предлагани като частен софтуер в рамките на една фирма. Едва в началото на 2014 г. Godot е пуснат в GitHub като свободен софтуер.